# Angarichthys
Angarichthys is een geslacht van uitgestorven homostiide arthrodire placodermen uit het Midden-Devoon (Laat-Eifelien of Vroeg-Givetien) van Siberië. Het is bekend van een infragnathale plaat, een intero-laterale plaat en een marginale plaat gevonden in lagen van het Midden-Devoon van de Tynep Seriesformatie, in het Bakhta stroomgebied, Tunguska Plateau. De typesoort Angarichthys hyperboreus werd in 1927 benoemd door Dimitri Wladimirowitsj Obruchev. De geslachtsnaam verbindt een verwijzing naar de Angara met een Grieks ichthys, 'vis'. De soortaanduiding verwijst naar Hyperborea. Een holotype werd niet aangewezen.
Hij verschilt van Homosteus doordat de randplaat van eerstgenoemde een rand heeft waar de centrale plaat deze zou hebben overlapt, en in het infragnathale, dat sigmoïdaal gekromd is en ten minste zeven tandachtige uitsteeksels draagt, dichter bij het functionele voorste uiteinde.
Er bestaat ook een Angarichthys Sytchevskaya & Yakovlev, 1985. In 2006 werd hiervoor de vervangingsnaam Iyalepis gegeven.
Het levende dier zou vrij groot zijn geweest, aangezien het koppantser naar schatting minstens veertig centimeter lang is.